# Daegu Football Club
Maillots
Actualités
Le Daegu Football Club (en hangul: 대구 시민 프로축구단, et en hanja : 大邱 FC), plus couramment abrégé en Daegu FC, est un club sud-coréen de football fondé en 2002 et basé dans la ville de Daegu.
Il intègre la K-League en 2003.

## Histoire

### Rivalité
Le club possède une grande rivalité avec le FC Séoul.

## Stade
Le club joue d'abord au Stade de Daegu construit en 2001 pour la Coupe du monde de football 2002. Occasionnellement le club joue au Daegu Civic Stadium (en), en 2017 ce stade est reconstruit pour devenir un stade uniquement de football. En 2019, Daegu FC intègre le nouveau DGB Daegu Bank Park d'une capacité de 12 415 places.

## Palmarès
| Compétitions nationales |
| --- |
| - Coupe de Corée du Sud (1) : - Vainqueur : 2018 - Finaliste : 2021 - Championnat de Corée du Sud de deuxième division - Vice-champion : 2016 |

## Personnalités du club

### Présidents
- Maires de Daegu

### Entraîneurs
- Park Jong-hwan (24 octobre 2002 - 6 novembre 2006)
- Byun Byung-joo (1er décembre 2006 - 7 décembre 2009)
- Lee Young-jin (23 décembre 2009 - 31 octobre 2011)
- Moacir Pereira (10 novembre 2011 - 29 novembre 2012)
- Dang Sung-jeung (3 décembre 2012 - 23 avril 2013)
- Baek Jong-Chul (23 avril 2013 - 30 novembre 2013)
- Choi Deok-ju (20 décembre 2013 - 18 novembre 2014)
- Lee Young-jin (24 novembre 2014 - 12 août 2016)
- Son Hyun-jun (12 août 2016 - 22 mai 2017)
- André (22 mai 2017 - 27 janvier 2020)
- Lee Byung-keun (2020 - décembre 2021)
- Alexandre Gama (22 décembre 2021-août 2022)